# 梁乙逋
梁乙逋（？—1094年），西夏大臣，梁乙埋的儿子，惠宗李秉常梁皇后的哥哥。
1085年，梁乙埋去世，梁乙逋执政为国相，和仁多保忠同掌兵权。1086年，李秉常去世，其子三岁的崇宗李乾顺即位，梁太后摄政。1092年正月，梁乙逋攻打北宋绥德、三月攻打怀庆，屡战屡败。十月，太后亲自攻宋，还是失败。崇宗亲政，夺梁乙逋兵权，梁乙逋执计划篡位。1094年，嵬名阿吴和仁多保忠杀死梁乙逋。